# El Dr. Jekyll i el Sr. Hyde (pel·lícula de 1920)

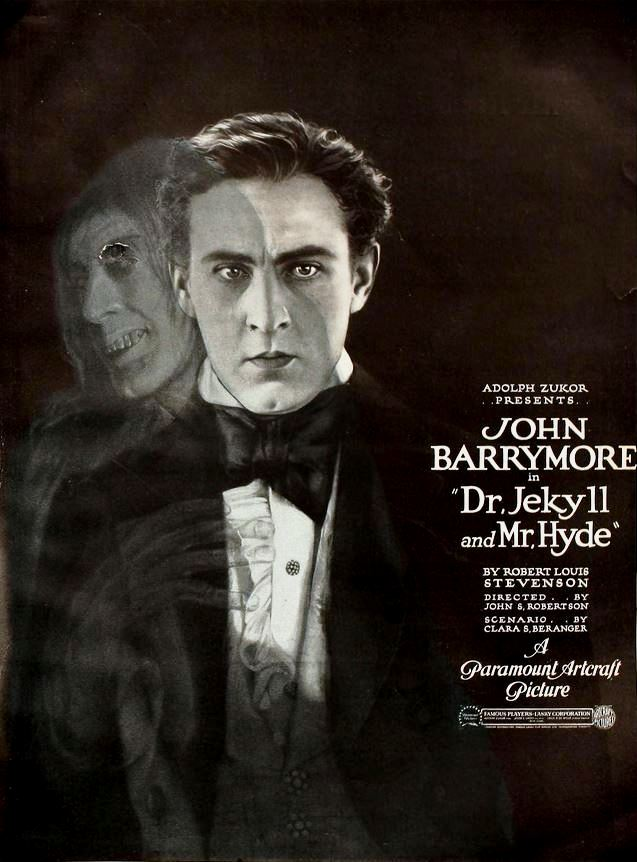
Publicitat de la pel·lícula apareguda a la revista Motion Picture News l'1 de maig de 1920

El Dr. Jekyll i el Sr. Hyde (títol original en anglès: Dr. Jekyll and Mr. Hyde) és una pel·lícula muda de la Famous Players-Lasky dirigida per John S. Robertson i protagonitzada per John Barrymore en una de les seves millors actuacions. Basada en la novel·la "L'estrany cas del Dr. Jekyll i Mr. Hyde" de Robert Louis Stevenson adaptada al cinema per Clara Beranger, la pel·lícula es va estrenar el 28 de març de 1920.

## Argument
El doctor Jekyll, un metge i filantrop londinenc, queda fascinat per la naturalesa dual de l’home després que Sir George Carew el convenci que ningú pot evitar la temptació del mal si no la coneix a fons. En les seves recerques descobreix un fàrmac que separa el bé del mal en una persona, decideix viure les dues naturaleses. Nomena la seva cara malvada com a senyor Hyde. Jekyll està enamorat de Millicent, la filla de Sir George. Hyde s'aprofita de Theresa, una ballarina. El control de Jekyll sobre Hyde es debilita gradualment fins al punt que el seu alter ego assassina Sir George. Després d'aquesta acció, Jekyll ja no pot contenir el comportament destructiu de Hyde i, per tant, es tanca al laboratori en el moment en què torna a ser Hyde. Quan Millicent el visita, Jekyll s'empassa una dosi letal de verí i així quan Hyde intenta atacar-la, mor a l'acte.

## Repartiment
- John Barrymore (Dr. Henry Jekyll / Mr. Edward Hyde/aranya gegant al somni)
- Martha Mansfield (Millicent Carewe)
- Brandon Hurst (Sir George Carewe)
- Charles Willis Lane (Dr. Richard Lanyon)
- J. Malcolm Dunn (John Utterson)
- Cecil Clovelly (Edward Enfield)
- Nita Naldi (Gina, ballarina italiana)
- Louis Wolheim (propietari del music hall)
- George Stevens (Poole, majordom de Jekyll)

### No surten als crèdits
- Alma Aiken (dona desconsolada la despatx de Jekyll)
- Julia Hurley (llogatera de Hyde)
- Edgard Varèse (policia)
- Blanche Ring (dona amb vell al music hall)
- Ferdinand Gottschalk (home vell al music hall)
- May Robson (harpia a fora del music hall)